# Молочні лінії
Молочні лінії або молочні гребені (лат. lineae mammariae, crestae mammariae) — утворення в зародків ссавців, з яких надалі розвиваються молочні залози.

## Розвиток
У багатьох ссавців молочні залози виникають як припідняті гребені вздовж молочних ліній, що потім розділяються на окремі долі латеральніше серединної лінії живота. Розташування залежить від виду: в області груднини у приматів, у пахвинній ділянці в унгулятів і вздовж всього тулуба в гризунів і свиней.

## У людини
В ембріогенезі людини молочні лінії зазвичай з'являються у вигляді вузьких, мікроскопічних ектодермальних потовщень під час перших семи тижнів внутрішньоутробного розвитку, які ростуть у каудальному напрямку, утворюючи вузький гребінь. Розвиток молочних ліній відбувається ще до процесу статевої диференціації зародка, тому зачаткові молочні залози з сосками мають і чоловіки. Ріст молочних ліній закінчується на 8-му тижні, у каудальному напрямку вони скорочуються, у краніальному — збільшуються. Окремі ділянки гребенів починають виступати на місці майбутніх молочних залоз. Ектодермальні клітини починають ділитися і рости, утворюючи мезенхімальний шар. Як правило, у людей два соски, але трапляються випадки розвитку і більшого числа — вздовж колишніх молочних ліній.